# الحملات الفاطمية في المغرب الأقصى (958-960)
الحملات الفاطمية في المغرب الأقصى كانت حملات بقيادة القائد الفاطمي جوهر وزيري بن مناد بين عامي 958 و960. وكانت موجهة ضد الحكام الذين اعترفوا بسيادة خليفة قرطبة.

## الخلفية
بعد انتهاء حكم الإدريسيين في فاس، استقر أحد الأمراء في الريف في ثلاثينيات القرن التاسع، واعترف بسلطة الفاطميين حتى وفاته في عام 948. في خمسينيات القرن التاسع، تحولت منطقة شمال المغرب الحالية إلى محمية أموية.

## الحصار
في عام 958 ذهب جوهر لسجلماسة ودخلها، وبعد ذلك أخلى حاكمها ابن واصل المدينة، إلا أنه سُلم إلى جوهر وسُكّت العملات المعدنية في دار سكه باسم الخليفة الفاطمي. في شتاء عام 958، قاد زيري بن مناد حصارًا على فاس، وفي تشرين الثاني 959 تغلب على أسوار فاس، بعد يومين من أسره للأمير وأسره. اُستُولي على فاس وسجلماسة ووُسع نطاق المملكة الفاطمية إلى المحيط الأطلسي. جُلب أمير فاس وابن واصل من سجلماسة وأُسر بعض الإدريسيين. بعد هذه الحملة لم يسيطر خليفة قرطبة إلا على طنجة وسبتة.

## العواقب
في عام 973، غزا القائد الأموي غالب المغرب، وأكد سيادة الأمويين في المغرب من خلال احتلال فاس وإجبار بني غانون على تحويل ولائهم من الفاطميين إلى الأمويين.